# That Was The Week That Was
That Was The Week That Was, abgekürzt TW3, war ein satirisches TV-Programm der BBC, das 1962 und 1963 ausgestrahlt wurde. Als Produzent und Regisseur fungierte Ned Sherrin, als Moderator David Frost.
Die Erstausstrahlung des satirischen Wochenrückblicks fand am Samstag, dem 24. November 1962 statt. TW3 erregte Aufsehen durch seinen respektlosen Umgang mit Autoritäten und etablierten Institutionen, aber auch mit den vorgegebenen Zeitlimits.
Premierminister Harold Macmillan verteidigte die Sendung zunächst, sie wurde aber nach zwei erfolgreichen Staffeln im Wahljahr 1964 nicht fortgesetzt.
NBC zeigte eine amerikanische Version von TW3 mit einem Pilotfilm am 10. November 1963, dann als Serie vom Januar 1964 bis Mai 1965. Zu den Autoren gehörten unter anderem (am Anfang ihrer Karriere) John Cleese, Peter Cook und Dennis Potter, Musik zur Satiresendung wurde auch von Carl Davis komponiert. Mitwirkende waren unter anderem Henry Fonda, Henry Morgan, Mike Nichols, Elaine May, Gene Hackman und Woody Allen. Auch David Frost wirkte wieder mit. Legendär wurden die für die Show geschriebenen Songs von Tom Lehrer. Sie erschienen unter dem Titel That Was the Year That Was im September 1965 als LP. Ein weiterer Ableger existierte von 1964 bis 1966 in Kanada unter dem Titel This Hour Has Seven Days.
Die Sendung diente der britischen Regierung auch als Beispiel für unabhängigen und kritischen Journalismus im damals jungen Medium Fernsehen. So berichtet Rüdiger Proske, er sei zu einer vierwöchigen Hospitation bei der BBC eingeladen gewesen, um den Programmstart des kritischen Magazins Panorma im NWRV vorzubereiten. Für Proske war TWTWTW „die beste Sendung, die es je gab“.